# Fortezza del Cerruglio
La fortezza del Cerruglio è il castello che domina il borgo di Montecarlo, posto a cavallo fra la piana di Lucca e la Valdinievole; il suo nome deriva da quello dato alle più antiche fortificazioni sorte sul luogo.

## Curiosità
- Location del videoclip di La canzone di Mirai delle The Matcha, versione italiana del Mirai no Mirai Theme di Yamashita Tatsurō per il film Mirai no Mirai (M. Hosoda, 2018).